# 香港地下鐵路儲值車票
地下鐵路儲值車票（英語：Stored Value Ticket）是一種適用於乘搭香港地鐵的車票，由地下鐵路公司發行，在1981年3月29日至1986年期間通用，現已停止使用。

## 歷史
地下鐵路多程車票自從發行以來，限制了車程長短及地鐵網絡的未來發展。因此，1981年3月29日，地鐵公司推出地下鐵路儲值車票，票值分港幣$25及$50兩種，有效期3個月，以取代多程車票。
1981年7月19日，供小童及學生使用的儲值車票推出，由於當時地鐵並沒有小童及學生的儲值車費，使用任何儲值車票都一律扣成人車費，因此這種票值港幣$20的小童及學生儲值車票便以港幣$10半價發售。
荃灣綫通車後，因物價上升而車費增加，地鐵公司推出票值港幣$100以至$200的儲值車票，方便乘客。不過，到了1983年，票值港幣$200的儲值車票因當時需求不大而停售。
1984年10月，為配合九廣鐵路（英段）（現稱港鐵東鐵綫）票務系統自動化，儲值車票便由地鐵公司與九廣鐵路公司聯合發行的通用儲值票取代，但已售出之車票可自動作通用儲值票使用，直至1986年推出第二版通用儲值票為止（同時港幣$30之成人通用儲值票被取消並只有面值$100及$200之車票才有多送票值）。

## 特色
地鐵儲值車票打破了每次乘車必需購買車票及多程車票車資限制，乘客只要購買儲值車票，便可以於限期內不限次數及不限車資多少乘搭地下鐵路，直至票值用完為止。
地鐵推出儲值車票時，為吸引乘客使用儲值車票，以及顧及到儲值車票制度在實際運作上的不足，便在儲值車票制度上推出尾程優惠，即不論餘額多少均可乘搭任何車程，這樣不單解決儲值車票尾程補票的問題，亦為精明的乘客節省不少車費。而是項尾程優惠在其後的通用儲值票亦有沿用。

## 軼事
在1984年10月15日推出通用儲值票後，由於反應熱烈，導致車票供不應求，因此地鐵儲值車票便充當通用儲值票，其中票值港幣$25的成人儲值車票亦充當票值港幣$30的成人通用儲值票，直至1986年推出第二版通用儲值票為止，同時港幣$30之成人通用儲值票被取消並只有面值$100及$200之車票才有多送票值。
但在1988年5月地鐵推出早晨特惠月票時，由於初期只屬試驗性質，故以面值$25、$50和$100的成人儲值車票，連同五款50程香港地下鐵路多程車票充當臨時車票，當中票值$25之車票用作票值$50之月票，票值$50之車票用作票值$60之月票，而票值$100之車票則用作票值$70之月票，直至同年9月被正式車票取代為止。
另外供小童及學生使用的儲值車票亦在1988年10月借予九廣鐵路用作臨時九廣鐵路小童儲值票，直至1989年4月被正式車票取代為止。自此香港地下鐵路儲值車票才完全退出市場。